# Teresa Tyszkiewicz
Teresa Tyszkiewicz, née le 28 décembre 1950 à Ciechanów et morte à Créteil le 22 janvier 2020, est une réalisatrice de cinéma expérimental, performeuse et artiste multimédia polonaise.

## Biographie
Dans les années 1970, Teresa Tyszkiewicz met un pied dans le monde de l'art en tant que modèle pour Zdzisław Sosnowski. Ensemble, ils réalisent plusieurs films en 16 mm : Goalkeeper en 1975-1977, Permanent Position en 1978/79, Stałe zajęcie en 1979, Druga strona en 1980. Ces films sont une réflexion sur le couple à travers les images érotiques des médias occidentaux très présents en Pologne. Ils dénoncent l'influence et l'arrivée de la culture de masse. Ils reflètent aussi l'évolution de l'art polonais, une vision avant-gardiste, un moyen d'exprimer émotions et subjectivité.
En 1978, elle est diplômée de la faculté de génie mécanique de l’École polytechnique de Varsovie.
À partir de 1978, elle réalise ses propres films. Son corps est le lieu d’expérimentation en s'inspirant des techniques des films érotiques, du cinéma hollywoodien et des publicités.
En 1982, elle s’installe à Paris. Elle développe sa technique avec des épingles. Elle plante des milliers d'épingles dans du papier, de la toile, du bois. Son processus créatif inclut une relation entre elle et la matière à travers ce geste (planter des aiguilles) d'adoration et de combat. Elle réalise de grandes peintures monochromes recouvertes d'épingles. Sa palette de couleurs est le noir, l'or, le rouge et le blanc. Elle ajoute d'autres éléments, des miniatures de soldats, des photographies de son visage.
Elle réalisent aussi des compositions spatiales avec du bois brut et des blocs. Elle construit des objets totémiques en sculptant le bois avec un ciseau et une scie. Elle choisit des objets pour leur forme phallique.
Son œuvre est vu  sous l’angle du cinéma expérimental de la néo-avant-garde et de l’art féministe. Elle n'a jamais affirmé une quelconque position sociale et politique. Sa démarche est basée sur sa propre expérience individuelle, en tant que femme. Sa pratique revendique un intérêt pour les activités de couture, de broderie, assignés dans l’histoire, au féminin et associés au processus de reproduction.

## Films
- Dzień po dniu (Jour après jour), 1980
- Ziarno (Grain), 1980
- Oddech (Souffle), 1981
- Stagen, 1981
- Image and Games, 1981
- Breath, 1981

## Expositions
- Pins, Zachęta National Gallery of Art, Varsovie, 1998
- Films of Polish Women Artists in the 1970s and 1980s, Tate Modern, Londres, 2004
- Teresa  Tyszkiewicz. Faces, Showing Critics’ Gallery, Varsovie, 2005
- 1,2,3...avant–garde, Centre for Contemporary Art Ujazdowski Castle, Varsovie, 2006
- Now, Artists of the Photo–Medium–Art Gallery, Powerhouse Mazovian Centre for Contemporary Art, Radom,  2008
- Epingles, Galerie Anne de Villepoix, Paris, 2017

- Day after day, musée d’Art Sztuki de Łódź, 2020[8]

## Prix et distinctions
- Prix Médaille d'Argent de la Ville de Paris,  Paris, 1993[2]
- Prix du Jury, Espace des Beaux-Arts, Athènes, 2001[2]
- Prix du Jury, Médaille de la Ville de Paris, FICF, 2002[2]